# 本·威廉森 (2001年出生足球運動員)
本·威廉森（英語：Ben Williamson，2001年8月7日—）是一名蘇格蘭足球運動員，司職中場，現時效力蘇格蘭足球冠軍聯賽球會邓迪。

## 職業生涯
威廉森是流浪者青訓的球員，他在2020年1月與球會簽約留效至2021年夏天。2021年1月13日，他與球會續約至2022年後，便被外借到蘇格蘭足球冠軍聯賽球會阿布羅斯。三天後對南部皇后的比賽，他首次在職業聯賽上場比賽。
2021年7月12日，他與球會簽約兩年後便被外借到利文斯顿至季末。但在1月便終至了租借，之後威廉森改為外借到拉夫流浪至餘下賽季。
2022年7月15日，威廉森與流浪者續約至2024年，然後再一次外借到蘇冠球會一個球季，這次是邓迪。他在蘇格蘭聯賽盃對斯特蘭拉爾的比賽首次上場並助球隊取勝。